# برونو گاما
برونو گاما (انگلیسی: Bruno Gama؛ زادهٔ ۱۵ نوامبر ۱۹۸۷) بازیکن فوتبال اهل پرتغال است.
از باشگاه‌هایی که در آن بازی کرده‌است می‌توان به باشگاه فوتبال ویتوریا ستوبال، باشگاه فوتبال پورتو، باشگاه ورزشی براگا، باشگاه فوتبال دپورتیوو لاکرونیا، باشگاه فوتبال ریو آوه، باشگاه ورزشی براگا و باشگاه فوتبال دنیپرو اشاره کرد.
وی همچنین در تیم ملی فوتبال زیر ۲۳ سال پرتغال بازی کرده‌است.